# 목자들의 경배

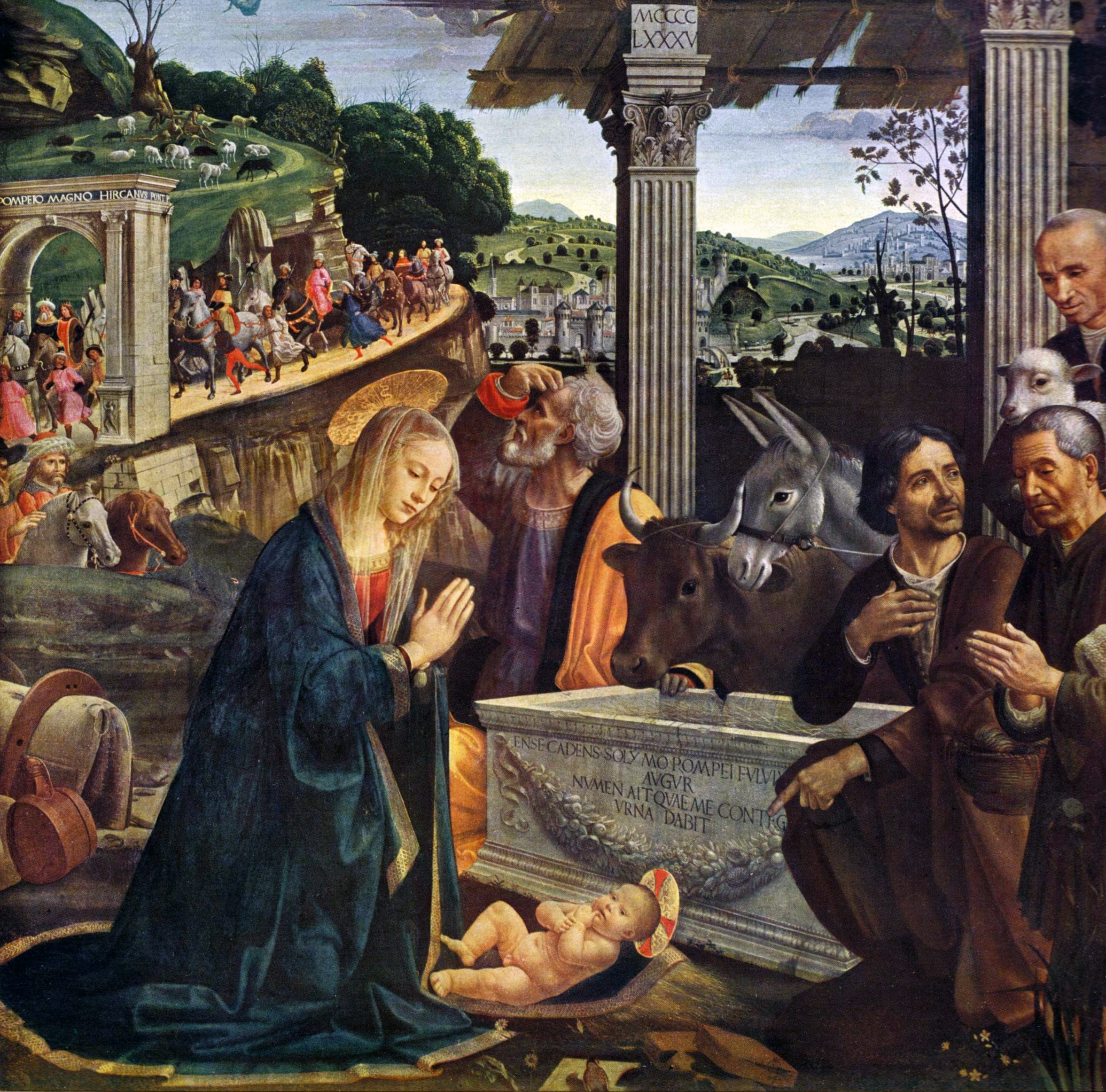

목자들의 경배는 예술로 표현된 예수의 탄생에 나오는 것으로, 베들레헴에서 예수의 탄생을 거의 목격한 목자들이 실제 탄생 직후에 도착하는 장면이다. 그것은 종종 예술에서 동방 박사의 숭배와 결합되며, 이 경우 일반적으로 후자의 제목으로만 언급된다. 목자들에게 수태고지(Anunciation to the Shepherds)는 그들이 천사에 의해 현장으로 소환될 때 별개의 주제이다.

## 성경 이야기
목자들의 경배는 누가복음의 탄생 이야기에 나오는 일화이다. 목자들은 베들레헴 근처에서 밤에 양 떼를 지키고 있는데 천사가 나타나 "오늘 다윗의 성에서 너희를 위하여 구주가 나셨으니 곧 그리스도시라"는 기쁜 소식을 선포한다. 천사의 약속에는 표징이 수반된다. 그들은 "옷에 싸여 구유에 누워있는 아기"의 형태로 구세주를 발견한다. "홀연히 큰 무리의 하늘 군대"(여기서 사용된 헬라어 단어는 군대를 나타냄)가 나타나서 천사와 합류하여 "지극히 높은 하늘에는 하나님께 영광이요, 선하신 뜻을 가진 자들 중에 평화로다."로 언급된다.
15 천사들이 떠나 하늘로 올라가니 목자들이 서로 말하되 이제 베들레헴으로 가서 주께서 우리에게 알리신 바 이 이루어진 일을 보자 하고
16 그들은 서둘러 가서 마리아와 요셉과 구유에 누인 아기를 찾았다.
경배에 앞서 목자들에게 보내는 수태 고지는 기독교 예술에서 뚜렷한 주제를 형성하며, 도메니코 기를란다이오(Domenico Ghirlandaio)의 1485년 장면에서와 같이 때때로 주변적 특징으로 성탄 장면에 포함된다(경배 이전에 발생한 일이더라도). 왼쪽 상단 모서리에서 볼 수 있다. 기를란다이오는 또한 선물을 가지고 도착하려는 동방 박사의 행렬을 보여준다.

## 같이 보기
- 동방 박사의 경배
- 루가의 복음서